# ژول لابئو
ژول لابئو (به فرانسوی: Jules Labéeu) ژیمناست اهل بلژیک بود.

## حرفه ورزشی
وی در مسابقات المپیک تابستانی ۱۹۲۰ در مسابقات همه‌جانبه تیم مردان شرکت کرد و به مدال نقره دست یافت.